# Людовик II (граф Сансера)
Людовик (Луи) II де Сансер (фр. Louis II de Sancerre; ок. 1305 — 26 августа 1346, Креси) — французский дворянин, граф де Сансер, сеньор де Мейан, де Шарентон.

## Биография
Сын графа Жана II де Сансера (ок. 1260—1327) и Луизы де Бомец (1280—1321). Стал графом после смерти отца.
Погиб в битве при Креси вместе со своим тестем графом де Руси. Он был среди тех капитанов, которые сражались против отрядов Черного Принца. По приказу короля Эдуарда III его тело было похоронено в монастыре близ Монтене у Креси.

## Брак и дети
Людовик II де Сансер 8 июля 1329 года женился на Беатрис де Руси-Пьерпон (1310—1349), даме де Бомье, де Конде, де Монфокон-эн-Пуату, де Мирбо, де Вильбеон, дочери Жана V (1285—1346), графа де Руси, де Брен, сеньора де Пьерпон и де Рошфор, и Маргариты де Бомец (1290—1368). У них было 7 детей:
- Жан III (1334—1402), граф де Сансер
- Луи де Сансер (1342—1402), коннетабль Франции
- Робер де Сансер (ум. в 1371)
- Тибо де Сансер (ум. в 1402)
- Этьен (Стефан) де Сансер (ум. в 1390 в Тунисе), сеньор де Вайи
- Маргарита (умерла в возрасте 8 или 9 лет), похоронена в Нотр-Дам де Сансер
- Изабо де Сансер (ок.1342—1373), дама де Бомье де Вузон, жена 1) Пьера де Грасе (ум. в 1365); 2) Гишара I Овернского (ум. в 1368)